# David Murray (Bischof)

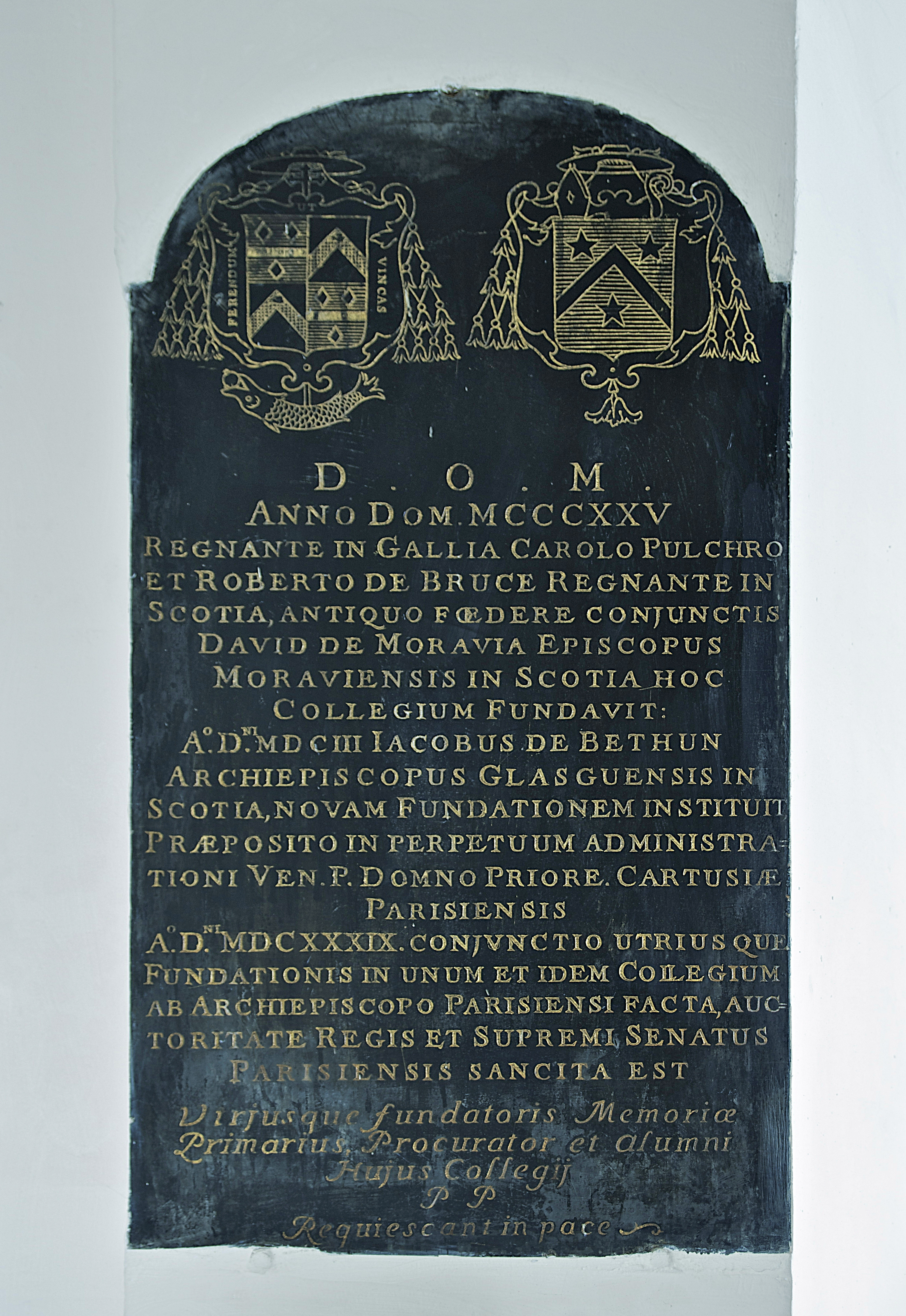
Gedenktafel in der Kapelle des Collège des Écossais in Paris, die an den Gründer David Murray erinnert

David Murray (auch David de Moravia oder David of Moray; † 10. oder 20. Januar 1326) war ein schottischer Geistlicher. Ab 1299 war er Bischof von Moray. Während des Ersten Schottischen Unabhängigkeitskriegs war er ein wichtiger Verteidiger der schottischen Unabhängigkeit.

## Herkunft und Aufstieg zum Bischof
David Murray entstammte der ursprünglich aus Flandern stammenden Familie Murray, einer einflussreichen Adelsfamilie aus dem nordostschottischen Moray. Er war ein Bruder von William Murray, Lord of Bothwell und damit ein Onkel von Andrew Murray, einem der Führer der 1297 begonnenen Rebellion gegen die englische Besatzung Schottlands.

## Aufstieg zum Bischof
Über den Beginn seiner Karriere als Geistlicher ist fast nichts bekannt. Er war Kanoniker an der Kathedrale von Elgin sowie Pfarrer von Bothwell in Clydesdale und Lilford im nordenglischen Northamptonshire, als er als Kandidat der Guardians John Comyn und Robert Bruce vermutlich Anfang 1299 gegen mehrere Gegenkandidaten zum Bischof des Bistums Moray gewählt wurde. Da die schottische Kirche direkt der Kurie unterstellt war, reiste Murray zur Bestätigung seiner Wahl nach Rom. Papst Bonifatius VIII. erklärte die Wahl wegen einer nicht näher benannten Unregelmäßigkeit für ungültig. Daraufhin verzichtete Murray auf sein Amt, woraufhin er vom Papst doch zum Bischof ernannt wurde. Am 28. Juni 1299 wurde er von Kardinal Matteo d’Acquasparta zum Bischof geweiht. Am selben Tag besiegelte der Papst die Bulle Scimus Fili, ein Schreiben an den englischen Erzbischof Winchelsey von Canterbury, in der er die englische Besetzung Schottlands verurteilte.

## Wichtiger Unterstützer von Robert Bruce
Murray war ein Unterstützer der Guardians, die nach der Absetzung des schottischen Königs John Balliol den Krieg gegen die englische Besatzung weiterführten. Angesichts der nahezu aussichtslosen militärischen Lage ergaben sich 1304 aber fast alle schottischen Adligen, doch ob sich auch Murray dem englischen König unterwarf, ist unbekannt. Im Februar 1306 ermordete Robert Bruce John Comyn, seinen früheren Kollegen als Guardian. Wenig später erklärte sich Bruce zum König der Schotten, womit er die Rebellion gegen die Engländer fortführte. Murray gehörte zu den Bischöfen, die an der Krönungszeremonie in Scone teilnahmen. In der Folge warb er in Predigten leidenschaftlich um Unterstützung für Bruce, so soll er gesagt haben, dass es genau so wichtig sei, mit Bruce gegen die Engländer zu kämpfen, wie gegen die Sarazenen im Heiligen Land. Nach der Niederlage von Bruce in der Schlacht bei Methven im Juni 1306 musste Bruce jedoch flüchten. Auch Murray flüchtete vor den englischen Truppen und zog sich auf die Orkneys zurück, die unter norwegischer Herrschaft standen. Die Besitzungen von Murray wurden vom Earl of Ross geplündert, der weiterhin fest auf englischer Seite kämpfte. Der englische König Eduard I. beschuldigte Murray im August 1306, in dem Mord an John Comyn verwickelt zu sein, und verlangte im März 1307 vergeblich vom norwegischen König Håkon V., Murray auszuliefern. Als Bruce aber 1307 nach Schottland zurückkehrte und erfolgreich den Kampf gegen die Engländer wiederaufnahm, kehrte Murray zurück und predigte offen zugunsten des Kampfes von Bruce. 1308 konnte Bruce weite Teile von Nordschottland unterwerfen und auch der Earl of Ross musste sich ihm im Oktober ergeben. Murray drohte dem geschlagenen Earl mit der Exkommunikation, bis dieser ihn für die Plünderung seiner Besitzungen entschädigte. Im März 1309 nahm Murray an dem ersten Parlament teil, dass Bruce als König in St Andrews abhielt. 1312 besiegelte er mit den Vertrag von Inverness, der den 1266 geschlossenen Frieden von Perth mit Norwegen erneuerte.

## Weitere Tätigkeit als Bischof
Ab 1313 plante Murray, den Studienaufenthalt von vier armen Studenten aus seinem Bistum an der Universität von Paris zu finanzieren. 1325 erwarb er mit seinem Privatvermögen Landbesitz bei Grisy-sur-Seine in Frankreich und tätigte entsprechende Stiftungen, aus denen das Collège des Écossais in Paris hervorging. Diese Stiftung in Frankreich gilt als Zeichen, dass Schottland sich kulturell von England ab- und verstärkt Frankreich zuwandte.
Ende der 1310er Jahre sah Papst Johannes XXII. den andauernden Kampf der Schotten gegen die Engländer kritisch. Im November 1319 wurde Murray vom Papst aufgefordert, bis zum 1. Mai 1320 bei der Kurie zu erscheinen und über seine Unterstützung für Robert Bruce Rechenschaft abzulegen. Wie andere Bischöfe ignorierte Murray diese Aufforderung, worauf er zusammen mit Bischof Lamberton von St Andrews und William Sinclair von Dunkeld am 16. Juni 1320 vom Papst exkommuniziert. Diese Kirchenstrafe wurde aber vermutlich 1324 aufgehoben, nachdem 1323 ein langfristiger Waffenstillstand zwischen England und Schottland geschlossen worden war. Murray starb im Januar 1326.